# Ricania lujai
Ricania lujai är en insektsart som beskrevs av Victor Lallemand 1931. Ricania lujai ingår i släktet Ricania och familjen Ricaniidae. Inga underarter finns listade i Catalogue of Life.